# Пресвето сърце Исусово (Гостиля)
„Пресвето сърце Исусово“ е християнска църква в Гостиля, Северна България, част от Никополската епархия на Римокатолическата църква. Църквата е енорийски храм.

## История на енорията
Преселници от Банатските българи – католици се заселват на двата бряга на потока Гостиля през 1891 – 1892 г. В началото за тях се грижат отците Лавренти Манганели, Амброзий Галярди и бъдещия епископ Анри Дулсе. През 1893 г. отец Амброзий Галярди, роден на 24 октомври 1860 г. в Италия, е назначен за постоянен енорист. 
На 1 януари 1928 г. село Гостиля наброява 1334 души от който 1047 са католици по западния обред.
От 1940 г. до 1947 г. енорист е отец Плачидо Корси, станал по-късно „временно управляващ Апостолическата делегация“ на Ватикана в София. От 11 септември 1949 г. енорист е отец Мирослав Банчев, бивш директор на католическата семинария на успенците в Ямбол. През 1952 г. отец Банчев е арестуван и осъден на 20 години лишаване от свобода по един от изфабрикуваните съдебни процеси срещу католическите духовници. След излизането от затвора през 1964 г. отново ръководи енорията още 20 години.
През 2008 г. в селото живеят около 300 души.

## Енористи
- отец Лавренти Манганели
- отец Амброзий Галярди
- отец Анри Дулсе, избран по-късно за епископ
- отец Рихард Хофман
- отец Плачидо Корси (1940-1947)
- отец Мирослав Банчев (1949-1952, 1964-1984)
- отец Анджело Джорджетта (1996-)
- отец Збигнев Карниевич (2004-)
- отец Койчо Димов (2010- 2013)
- дякон Владислав  Томич (2014-2016)

## История на храма
Оше през първата година от своето пребиваване отец Амброзий Галярди успява да изгради малка църква и енорийска къща, покрити със слама. След това се заема да събира средства за построяване на нова масивна църква. Епископ Яков Раасан му помага да набави средства от Франция. Средства са събрани и от старите католически села в епархията. Сградата е проектирана от архитект Джовани Мосути, който е работел в Търново по това време и е завършена през 1904 г. На празника на „Пресвето сърце Исусово“ през следващата година, храмът е осветен от епископ Раасан.
През лятото на 1906 г. камбанарията на църквата пада, в резултат на което покривът на църквата е повреден.
През 1923 г. с помощта на средства събрани от Белгия, църквата е основно ремонтирана от отец Рихард Хофман. След три години е построена и нова камбанария, отново с дарения от Холандия и Германия.
По случай вековния си юбилей в началото на XXI в. вътрешна част на църквата е изцяло обновена, през 2016 г. храмът е ремонтиран отвън.
Храмов празник – първи петък след осмината на Тяло Христово.
- Интериорът с главния олтар
- Олтар в църквата
- Църквата преди ремонта през 2016 г.